# 2021년 쿠바 시위
쿠바 정부와 쿠바 공산당에 대한 일련의 시위가 2021년 7월 11일에 시작되었는데, 이는 식량 및 의약품 부족과 재유행하는 코로나19 범유행에 대한 정부의 대응으로 촉발되었다. 이 시위는 1994년 말레코나소 이후 가장 큰 반정부 시위였다. 시위대의 동기에는 쿠바 정부의 권위주의와 시민 자유 제한, 정부의 코로나19 봉쇄 규칙, 그리고 약속했던 경제 및 정치 개혁을 이행하지 못한 것에 대한 불만이 포함되었다. 쿠바 경제의 열악한 상태 또한 전국적인 대규모 시위를 촉발시켰다. 쿠바 반체제 인사들은 이러한 문제의 책임이 정부의 경제 정책과 인권 침해에 있다고 비난했다.
많은 국제 인사들은 대화를 촉구하며, 쿠바 당국이 시위대의 집회의 자유와 평화 시위를 존중할 것을 요구했다. 해외 시위자들은 미국에 시민들을 돕기 위해 인도주의적 지원을 제공할 것을 요구했다. 시위대와 경찰 간의 충돌 중 한 명이 사망한 것으로 확인되었다. 쿠바의 반체제 단체 쿠바 데시데는 시위 중 5명이 사망했다고 추정했다.
쿠바 정부는 시위에 대해 단속으로 대응하여 수백 명을 체포하고 최소 710명의 쿠바인에게 소요죄를 포함한 혐의를 적용했다. 일부 시위자들은 재판에서 장기 징역형을 선고받았다. 이러한 정부의 행위는 국제앰네스티, 활동가 및 가족들로부터 불공정하다는 비판을 받았다. 시위의 결과로 쿠바 정부는 일부 수입 제한을 해제했고, 미국 정부는 쿠바 관리들에게 새로운 제재를 가했다.

## 배경
2020년 쿠바의 경제 상황은 악화되었다. 쿠바의 경제는 2020년에 10.9% 위축되었고, 2021년 상반기에는 2% 위축되었다. 경제 위기는 여러 요인의 조합으로 발생했는데, 여기에는 쿠바의 동맹국인 베네수엘라로부터의 재정 지원(보조금 연료) 감소, 쿠바에 대한 미국의 금수조치 및 미국의 제재(2019년 트럼프 행정부에 의해 강화됨)가 포함되며, 관광 산업을 강타하고 해외 쿠바인들로부터의 송금 감소로 이어진 코로나19 범유행의 영향도 있었다. 정부가 수입 자금을 조달하기 위해 개혁 패키지가 필요했기 때문에 쿠바 페소와 미국 달러의 환전을 제한한 통화 개혁은 인플레이션을 급등시켰고, 그 비율은 500%로 추정되었다. 경제 상황은 제재로 인해 악화되었고, 일부 관찰자들은 쿠바의 소련식 중앙 계획 경제의 비효율성과 다른 공산국가들이 취한 개혁의 부족을 비난했다. 콜롬비아 하베리아나 대학에서 가르치는 전 쿠바 중앙은행 경제학자 파벨 비달은 쿠바의 개혁이 "봉쇄에 의존하지 않으며, 쿠바의 개혁과는 무관하게 일방적으로 봉쇄를 해제해야 한다. 둘 다 문제를 일으킨다."라고 말했다. 쿠바 정부는 위기의 원인을 무역 금수조치와 그 엄격함, 그리고 코로나19 범유행의 여파에 돌렸다. 플로리다 대학교의 쿠바 역사 교수인 릴리안 게라에 따르면, 식량 부족과 높은 가격은 정부가 호텔과 관광 시설 건설에 돈을 쓴 결과였다. 가디언에 따르면, 이는 미국의 제재와 코로나19 범유행의 결과였다.
악화되는 경제 상황은 생활 수준의 저하, 식량 및 기타 기본 제품의 부족, 경화 부족, 및 지속적인 정전으로 이어졌다. NBC 뉴스의 카르멘 세신에 따르면 필요했지만 실현되지 않은 약속된 경제 개혁은 봉쇄와 함께 불만의 또 다른 원인이었으며, 쿠바 정부에 따르면 부분적으로는 코로나19 범유행의 여파 때문이었다. 쿠바는 저소득 경제로 간주되지 않아 COVAX 프로그램의 무료 코로나19 백신을 받을 자격이 없었다. 해외에서 백신을 구매하는 대신 자체적으로 소베라나 02와 압달라를 개발하기로 결정했다. 마이애미 헤럴드와 월스트리트 저널은 백신 접종 과정이 지연되고 느리며, 일부 쿠바인들을 분노하게 하여 더 많은 백신을 요구하게 만들었다고 설명했다. 국제 추적자에 따르면, 시위가 발생했을 때 쿠바는 100명당 64.3회 접종을 완료하여 라틴아메리카에서 6번째로 높은 비율을 기록했으며, 쿠바 인구의 약 15%가 백신 접종을 완료했다. 2021년, 코로나19 확진자 수가 특히 마탄사스주에서 급증하기 시작했으며, 의약품 및 식량 부족으로 상황은 더욱 악화되었다. 쿠바는 해당 주에 더 많은 의사를 파견하여 대응했다.
많은 쿠바계 미국인들에게 시위는 쿠바의 엄격한 통제하에 있는 정부에서 표현의 자유와 같은 시민 자유의 부족에 대한 불만으로 촉발되었다. 워싱턴 포스트의 앤서니 파이올라(Anthony Faiola)는 이를 "점점 더 심각해지는 정전, 식량 부족, 그리고 급증하는 코로나바이러스 발생에 대처하기 위해 고군분투하는 권위주의 정부"라고 묘사했으며, 월스트리트 저널에 따르면 시위대는 "62년간의 독재 종식을 요구했다." 정부는 지능, 경찰, 보안 기구를 사용하여 엄격한 통제를 행사했으며, 이는 분석가들에 의해 니카라과와 베네수엘라와 같은 동맹국 정부에 지능 지원을 제공해 온 경찰국가로 묘사되었다. 정부가 쿠바인들의 시민 자유를 제한하고 탄압한 것은 불만을 불러일으켰다. 세신에 따르면, 쿠바는 시민들에게 중요한 1차 의료와 기본적인 필요를 제공한 것에 대해 칭찬을 받았지만, 정부는 또한 식량, 인터넷, 임금 가격을 통제하고, 집회의 자유, 표현의 자유, 다당제 선거가 부족하는 등 여러 면에서 그들의 자유를 제한한다. 정부가 코로나19 범유행 동안 채택한 국경 폐쇄 및 관광객 없음과 같은 조치들은 코로나19 감염자 수를 줄였다는 점에서 칭찬을 받았지만, 매우 엄격했고 이러한 위기 시기에 경제에 도움이 되지 않았다.
소셜 미디어의 사용 증가 또한 시위 참여자들을 동원했다. 쿠바의 인터넷 접속은 2008년부터 급증하기 시작했으며, 2019년에 3G 휴대폰 서비스가 섬에 도입되어 널리 보급되었다. 2010년 초, USAID 계약업자들은 쿠바의 트위터와 유사한 소셜 미디어 네트워크인 ZunZuneo를 개발하기 시작했으며, 쿠바인들이 "국가와 사회 간의 권력 균형을 재협상"할 수 있는 "스마트 몹"을 조직하도록 장려할 계획이었으나, 이 프로젝트는 2012년에 종료되었다. 사람들은 "국가가 차단한 반 카스트로 뉴스 웹사이트에 접속하거나, 페이팔을 통해 결제하거나, 위트랜스퍼를 통해 파일을 보내거나, 포켓몬 GO를 플레이하는 등 미국 제재로 인해 차단된 모든 서비스를 이용하기 위해" VPN을 사용하게 되었다.
진화하는 위기로 인해, SOSCUBA 및 SOSMATANZAS 해시태그를 사용하는 소셜 미디어 캠페인이 시작되어 쿠바에 보낼 돈, 의료 물품, 식량 및 기타 물품을 모았다. 돈 오마르, 리카르도 몬타네르, 알레한드로 산스, 니키 잼, J 발빈, 대디 양키, 베키 G, 미아 칼리파와 같은 다양한 국제 유명 인사들이 이 요청에 동참했다. 쿠바 정부는 위기를 "매우 복잡하다"고 인정했지만, 제안된 인도주의적 통로를 거부하고 이 캠페인을 상황을 왜곡하려는 시도로 묘사했다. 쿠바 정부는 지원금을 받을 은행 계좌를 개설하고 기부금을 받을 준비가 되어 있다고 밝혔지만, 지정된 계좌는 미국의 제재를 받고 있는 쿠바 은행에 있다. 마이애미 헤럴드에 따르면, 쿠바 정부는 역사적으로 쿠바 망명자들로부터 오는 지원을 거부하거나 압수해왔다. 시위 중 정부가 여러 소셜 미디어 웹사이트 접속을 차단하자, 백만 명이 넘는 시위자들이 Psiphon 도구를 사용하기 시작했다.

## 시위

### 7월 11일

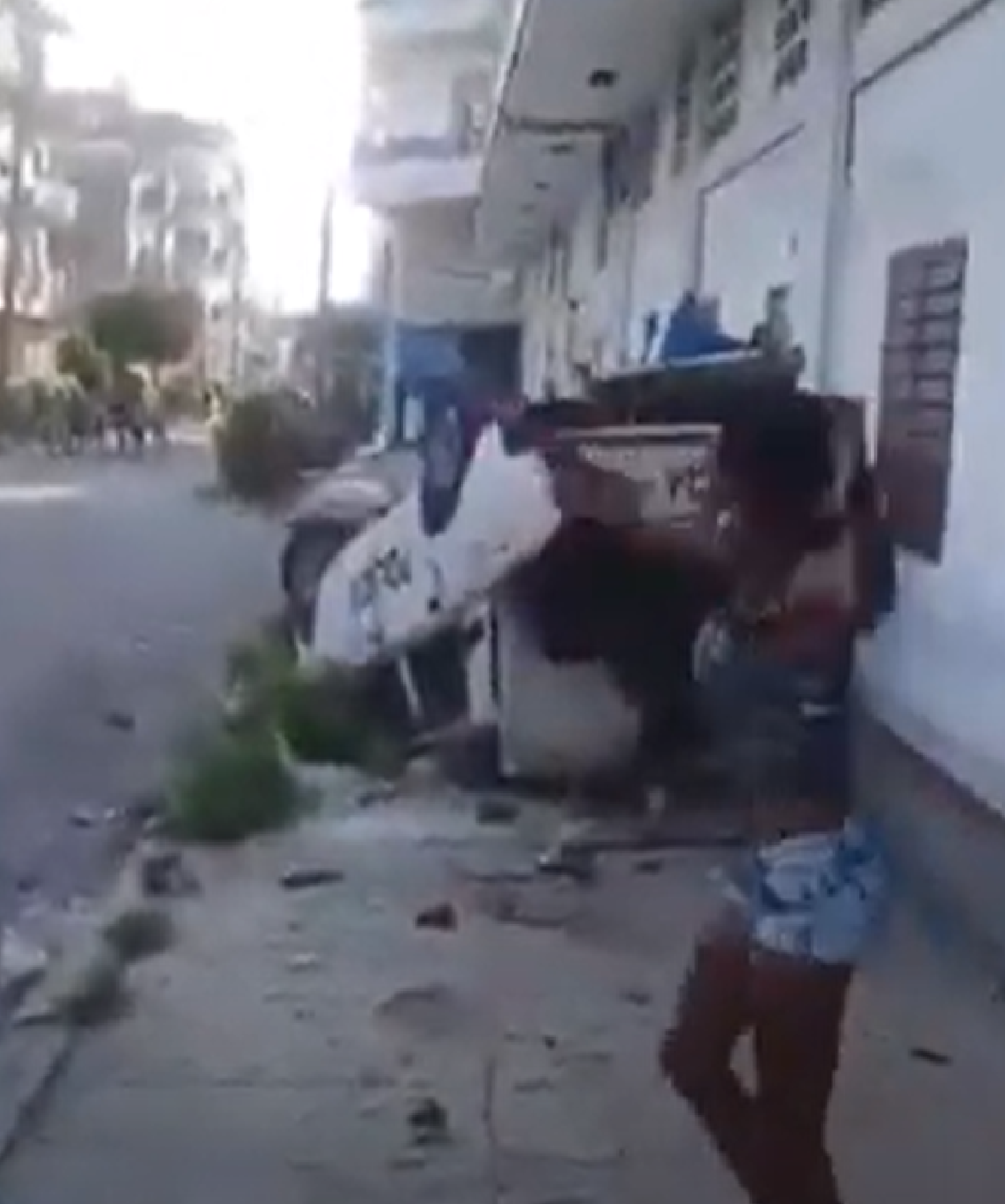
국가 혁명 경찰의 차량을 전복시키는 반정부 시위대. 사회경제적 어려움으로 인해 약탈도 발생했다.

2021년 7월 11일, 아바나 근처의 산안토니오데로스바뇨스와 산티아고데쿠바 주의 팔마소리아노에서 최소 두 개의 시위가 발생하여 "파트리아 이 비다"("조국과 생명") 노래를 불렀다. 낸시 산 마르틴과 미미 화이트필드에 따르면 이 노래는 시위를 고무시켰다. 시위는 전국 50개 이상의 도시로 확산되었다. 이 노래의 이름은 쿠바 혁명의 모토인 파트리아 오 무에르테("조국 또는 죽음")를 뒤집은 것이다. 시위자들이 "공산주의 타도" (미국 시위자들도 외침), "자유", 그리고 "우리는 두렵지 않다"와 같은 구호를 외치는 영상은 소셜 네트워크에 방송되었으며, 시위자들은 경제 위기와 전염병으로 악화된 백신과 억압의 종식을 요구했다. 라디오 이 텔레비전 마르티와 같은 야권 언론 매체는 아바나 말레콘, 산티아고데쿠바, 산타클라라, 시에고데아빌라, 카마궤이, 바야모, 관타나모, 산호세데라스라하스, 올긴, 그리고 카르데나스에서 시위 영상을 소셜 미디어에 게시했다. 쿠바 저항 운동 연합의 망명 반체제 인사 올란도 구티에레스-보로나트에 따르면, 쿠바의 15개 이상의 도시와 마을에서 시위가 있었다. 구티에레스는 미국 정부에 시위대들이 "피바다"가 되는 것을 막기 위해 국제적 개입을 주도할 것을 요청했다. 산 이시드로 운동은 시위대에게 말레콘으로 행진할 것을 요청했다. 슬레이트에 글을 쓴 버룩 칼리지의 테드 헨켄 교수는 쿠바 시위자들이 인터넷을 사용하여 시위를 동원하고 홍보한 것이 "인터넷이 여전히 민주주의를 위한 힘이 될 수 있음"을 보여주었다고 제안했으며, "정부가 오랫동안 대중 매체를 독점하고 저널리즘을 정치 선전으로 변모시킨 쿠바와 같은 권위주의적인 맥락에서, 걸러지지 않은 정보 및 통신 채널에 대한 접근은 실제로 작지만 강력한 방식으로 권력 균형을 바꿀 수 있다"고 썼다.

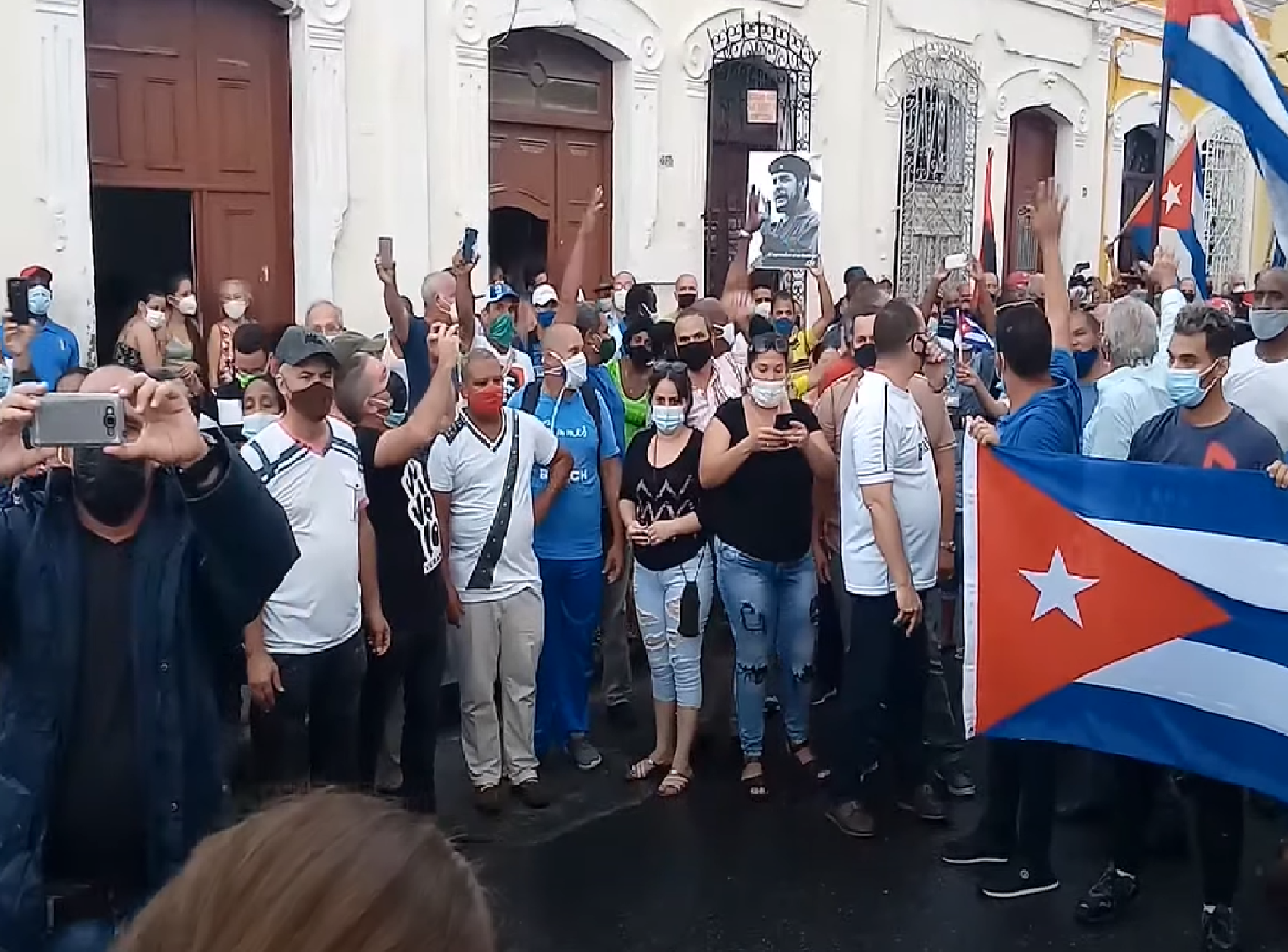
시엔푸에고스의 친정부 시위대

쿠바 대통령이자 쿠바 공산당 중앙위원회 제1비서인 미겔 디아스카넬은 쿠바에 대한 미국의 금수조치와 경제 제재가 소요를 일으킨 조건의 원인이라고 말했다. 그는 정부를 지지하는 시민들에게 시위에 대응하기 위해 반대 시위를 벌이도록 촉구하며, 특별 텔레비전 방송에서 "싸울 명령이 떨어졌다. 거리로 나가라, 혁명가들이여!"라고 말했다. 정부는 이 시위들을 반혁명이라고 불렀다. 젊은 쿠바인들이 시위대의 대다수를 차지한 반면, 일부 나이 든 세대들은 시위에 반응하여 쿠바 당국을 도왔다.
디아스카넬의 발언 이후, 약 300명의 정부 지지자들이 엘 카피톨리오에 도착했다. 마이애미 헤럴드는 한 AP 카메라맨이 이 반대 시위자들에게 폭행당했으며, 다른 AP 사진작가는 경찰에 의해 부상당했다고 보도했다. AP 사진작가 라몬 에스피노사도 당국에 의해 구금되었다. 산안토니오 주민들은 경찰이 시위대를 진압하고 특정 참가자들을 구금했다고 보고했다. 소셜 미디어에 유포된 영상에서는 사람들이 경찰에게 돌을 던지는 모습이 보였으며, 당국이 시위자들을 폭행했다는 보고도 들렸다. 저녁 무렵, 시위는 잦아들었다.
쿠바 언론인 요아니 산체스는 7월 11일 시위 이후 일부 부상자가 발생했으며 수백 명이 구금되었다고 보도했다. 휴먼 라이츠 워치 아메리카 지부의 호세 미겔 비방코 국장은 "이것은 매우 대규모적이다. 내 생각에 이것은 자유 부족, 코로나19, 그리고 경제 상황에 기반한 사회적 불안의 조합이다. 전력 부족. 정전... 사람들은 자유를 외치고 있다." 쿠바 언론인 아브라함 히메네스 에노아는 아바나에서 다음과 같이 트윗했다. "쿠바는 62년 동안 군사 통치하에 있는 섬이다. 오늘날 식량도 의약품도 없고, 사람들은 코로나로 인해 파리처럼 죽어간다. 사람들은 지쳤다. 이 나라는 심지어 두려움마저 잃고 있다." 니디알리스 아코스타와 같은 쿠바의 소규모 민간 기업가들은 전염병 한가운데서 시위가 해결책이 아니며, 디아스카넬이 혁명가들을 거리로 선동하는 것에도 동의하지 않는다고 말했다. 워싱턴 포스트는 아코스타의 말을 인용하여 다음과 같이 보도했다. "나는 그 규모를 믿을 수 없었다. 사람들은 지쳐 있다. 최근 몇 주 동안 정전으로 인해 상황이 더욱 악화되었다. 시골에서는 6시간 연속 정전이 발생한다."

### 7월 12일
7월 12일, 쿠바에서 더 많은 시위가 보고되었다. 스페인 신문 ABC의 언론인 카밀라 아코스타가 체포되었다. 인터넷 감시 단체 넷블록스는 2021년 7월 12일부터 쿠바에서 소셜 미디어 플랫폼이 검열되기 시작했지만, 가상사설망은 정부의 차단을 우회할 수 있었으며, 아바나 거리에는 경찰이 배치되었다고 보고했다. 수십 명의 여성들이 경찰서 앞에 모여 전날 사건으로 체포되거나 실종된 남편, 자녀, 친척들의 행방을 물었다. 실종자 혐의에 직면하여 디아스카넬은 다음과 같이 진술했다. "그들은 이미 쿠바에서 우리가 억압하고 살인한다고 말했다. 쿠바의 살인자들은 어디에 있는가? 쿠바의 억압은 어디에 있는가? 쿠바에서 실종된 사람들은 어디에 있는가?"

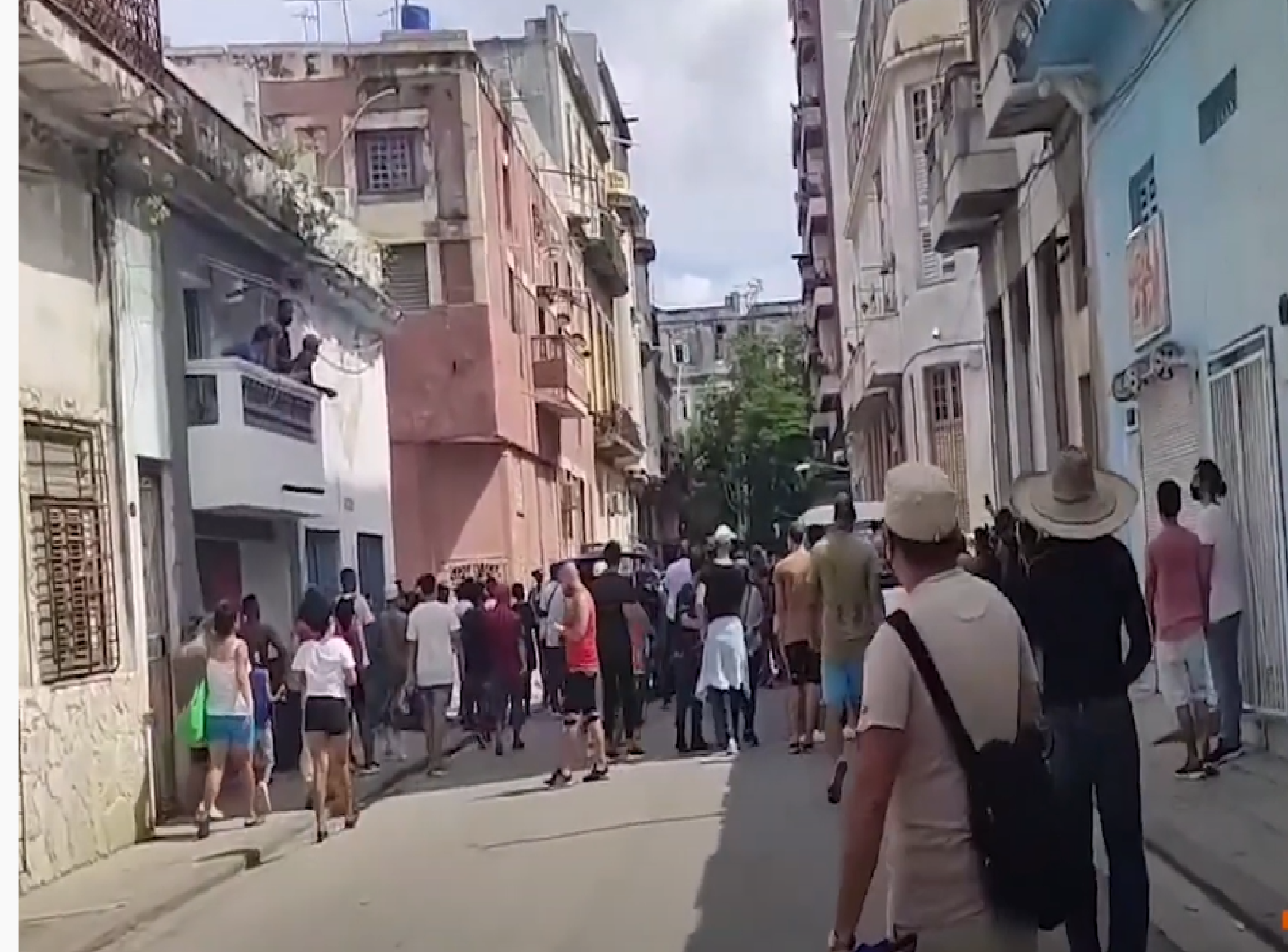
아바나 시위대

전임 중앙위원회 제1비서 라울 카스트로를 포함한 쿠바 공산당 최고 지도부 회의가 개최되어 시위 문제가 논의되었으며, "불안정한 목적으로 미국에서 조직되고 자금 지원을 받은 반혁명 세력에 의해 조율된 도발이 분석되었다"는 성명을 발표했다. 디아스카넬은 미국이 쿠바에서 "사회 불안을 야기하기 위해 경제적 질식" 정책을 사용하고 있다고 비난했다. 외무장관 브루노 로드리게스 파리야는 시위대를 기물 파손자로 낙인찍었다. 당국은 WhatsApp, 텔레그램, 페이스북, 인스타그램과 같은 소셜 미디어 플랫폼 접속을 차단했다.
일부 쿠바 망명자와 플로리다 정치인들은 군사적 미국의 대외 개입을 요구했다. 프랜시스 수아레스 마이애미 시장은 미국이 쿠바에 대한 공습을 고려해야 한다고 말했다. 일부 국제 정치인들과 해외 쿠바인들은 쿠바에 대한 미국의 금수조치를 비난했다. 쿠바 정부는 시위의 원인을 미국의 개입과 "미국이 자금을 지원한 '반혁명주의자'들이 수십 년 된 미국의 무역 금수조치로 인한 어려움을 악용하고 있으며, 워싱턴은 전염병 한가운데서 쿠바 경제를 파탄 직전으로 몰아붙였다"고 비난했다.

### 7월 13일
쿠바 내무부는 시위에 참여했던 디우비스 라우렌시오 테헤다라는 36세 남성의 "사망을 애도한다"고 밝혔다. 디우비스의 어머니는 그의 사망 며칠 후 자살했다. 쿠바 반체제 인사 조직인 쿠바 데시데는 시위 중 5명이 사망했다고 추정했다.
스페인 TV 프로그램 Todo es mentira와의 생방송 인터뷰 중, 쿠바의 유튜버이자 활동가인 디나 스타스가 쿠바 보안 요원에 의해 구금되었다. 그녀는 나중에 쿠바에서 시위를 조장한 혐의로 기소된 후 풀려났으며, "그들은 나를 고문하거나 납치하지 않았다"고 진술했다. 마이애미, 플로리다주에서는 시위자들이 쿠바 시위자들을 지지하기 위해 일시적으로 팔메토 고속도로의 양방향을 차단했다. 일부 신문은 시위자들이 플로리다의 새로운 반폭동법을 위반했다고 보도했지만, 시위자 중 누구도 기소되지 않았고, 론 디샌티스 플로리다주 주지사는 법이 적용되지 않는다고 말했다.
생활고에 지쳐 변화를 원하는 시위대에게 전 쿠바 중앙은행 경제학자 파벨 비달은 다음과 같이 말했다. "약속된 개혁에 대한 신뢰가 부족하다. 경제 위기뿐만이 아니다. 사람들은 위기를 확실하게 벗어날 희망을 가지고 있지 않다." 미국 국무부는 2021년 초 쿠바에 1억 2천 3백만 달러 상당의 닭고기를 보낸 것처럼 인도주의적 지원을 제공할 의향이 있다고 밝혔다.

### 7월 14일
쿠바 내무부는 1명이 사망하고 경찰관을 포함한 여러 시민이 부상을 입었다고 확인했다. CiberCuba 웹페이지는 검은 베레모를 쓴 쿠바 경찰이 시위자의 집에 침입하여 그의 아내와 아이들 앞에서 즉시 총을 쏘고 그 후 그를 구금하는 영상이 유출되었다. 변호사 단체인 Cubalex에 따르면, 7월 15일 현재 200명 이상이 구금되었으며 많은 수가 계속 구금되어 있다. 헤수스 마누엘 부론 타비트 내무부 차관은 부내 및 안보리의 의사 결정과 시위를 진압하기 위한 경찰력의 과도한 사용이라고 그가 부른 것에 대해 의문을 제기했다. 쿠바 정부는 그가 발언 후 사임했다는 사실을 부인했다.
식량 부족 문제를 해결하기 위해 쿠바 상공회의소는 위생 용품, 의약품, 식량 수입을 제한하는 관세 제한을 해제했는데, 이는 시위대 중 한 명이 정부에 요구했던 사항이었다. 여행객들은 2021년 7월 19일부터 12월 31일까지 이러한 제품들을 관세 없이 쿠바로 들여올 수 있게 되었다. 또한 국영 기업 이사들은 직원 급여를 결정할 권한을 부여받았고, 중소 규모의 민간 기업은 조직화될 수 있게 되었다. 정부는 전력 시스템을 개선할 것이라고 발표했으며, 이에 대해 ETECSA는 브루노 로드리게스 파리야 외무장관이 정전과 식량 또는 운송 문제 때문이라고 언급하기 전까지는 설명을 제공하지 않았다. 쿠바 관리 카를로스 페르난데스 데 코시오는 MSNBC에 정부가 인터넷 서비스를 전체적으로 중단하지 않았고 중단은 간헐적이거나 특정 서비스에 한정되었다고 말했다.
쿠바의 인터넷 접속은 부분적으로 복구되었지만, 불안정한 네트워크로 인해 간헐적으로 작동했으며, 소셜 미디어 및 인스턴트 메시징 애플리케이션 접속은 계속 차단되었다. 쿠바의 디지털 혁명 (2021)과 같은 작품에서 이 주제에 대해 글을 쓴 테드 헨켄에 따르면, 쿠바의 인터넷 접속을 차단하기로 한 결정은 일시적일지라도 쿠바의 교육과 쿠바의 경제 모두에 "매우 비쌀" 수 있었다. 헨켄은 가디언에 "며칠 이상 감당할 수 없는 비용이다"라고 말했다.
쿠바 정부는 인터넷을 차단하여 시위와 시위대에 대한 폭력 사진과 비디오가 소셜 미디어에 공유되는 것을 불가능하게 만들었다.

### 7월 15일
디아스카넬은 시위자들을 세 가지 종류로 구분했다. 반혁명주의자, 범죄자, 그리고 정당한 불만을 가진 사람들이다. 앞서 7월 12일, 로이터 보도에 따르면 디아스카넬은 "많은 시위자들이 진심이었지만 미국이 조직한 소셜 미디어 캠페인과 현장의 '용병'들에 의해 조종당했다"고 말하며, "추가적인 '도발'은 용납되지 않을 것"이라고 경고하고 지지자들에게 "도발"에 맞설 것을 요구했다. 7월 14일 전국 연설에서 디아스카넬은 쿠바인들에게 "증오로 행동하지 말라"고 촉구했지만, 정부의 일부 실패를 인정하며 "우리는 소요에서 경험을 얻어야 한다. 또한 우리는 행동하고 극복하며 반복을 피하기 위해 우리 문제에 대한 비판적 분석을 수행해야 한다."고 설명했다.
쿠바 외무장관 브루노 로드리게스 파리야는 "이 (인터넷) 캠페인에 참여한 대다수가 미국에 있었고, 트위터의 처벌 없이 콘텐츠를 바이럴하게 만드는 자동화 시스템을 사용했다는 반박할 수 없는 증거"를 가지고 있다고 주장했으며, 프랑스 통신사 (AFP)가 대화한 분석가들은 7월 16일 출판된 기사에서 이 주장을 "기껏해야 과장"이라고 말했다.

### 7월 17일
이전 며칠 동안의 반정부 시위에 대응하여 정부 조직 시위가 열렸으며, 수만 명의 지지자들이 참석했다. 쿠바 정부는 약 10만 명이 참석했다고 보고했다. 미겔 디아스카넬과 라울 카스트로가 참석하여 연설을 했다. 집회 연설에서 디아스카넬은 불안의 대부분이 미국과 금수조치 때문이라고 재차 강조했으며, 이를 "봉쇄, 침략, 테러"라고 묘사했다. 또한 코로나19 범유행의 영향과 반체제 쿠바계 미국인 단체들이 퍼뜨렸다고 주장되는 소셜 네트워크 캠페인도 언급했다. 그날 늦게, 디아스카넬은 정부 측의 일부 책임을 인정했다. 시위대에 대해 디아스카넬은 "시위에 참여한 네 가지 부문이 있었다. 시위 중 미국 국기를 흔들며 군사 개입을 요구했던 미국의 극단적인 지지자들, 상황을 이용하여 약탈한 범죄자들, 위기의 영향으로 인해 진정으로 절박했던 사람들, 그리고 권리를 박탈당했다고 느낀 젊은이들"이라고 말했다.
정부의 일부 양보에 대해 온라인 신문 엘 토케의 호세 하산 니에베스 국장은 다음과 같이 말했다. "쿠바 정부는 식량과 의약품을 수량 제한이나 관세 없이 반입할 수 있었지만, 전염병 1년 이상 동안 그렇게 하지 않기로 선택했다는 것을 방금 보여주었다." 쿠바 경제학자 오마르 에베를레니 페레즈에 따르면, "민간 기업가들이 국가를 거치지 않고 상품을 수입할 수 있도록 허가하고, 외국 기업들이 소매 시장을 설치할 수 있도록 허용하거나, 공급을 늘리기 위해 농산물 가격 상한선을 올리는" 것과 같은 양보 조치는 환영할 만했지만, 더 많은 것이 필요했다. 에베를레니 페레즈는 "이념에 영향을 주지 않고도 국가가 행동을 취할 수 있는 많은 공간이 있다"고 말했다. 윌리엄 M. 레오그란데와 같은 관찰자들은 쿠바에 많은 어려움이 있다고 말했으며, 특히 레오그란데는 다음과 같이 말했다. "정부는 사람들이 자신들의 절박함을 이해하고 있으며, 겪고 있는 고통을 완화하기 위해 노력할 것임을 사람들에게 알리려는 것 같다. 문제는 정부가 이를 위해 투입할 수 있는 자원이 많지 않다는 것이다."

### 7월 24일
쿠바 망명자 집단이 개인 부유물을 타고 바다를 통해 아바나에 접근하여 육지에서도 볼 수 있는 조명탄과 불꽃놀이를 발사하여 시위 지지 신호를 보냈고, 이를 지켜보고 촬영하며 소셜 미디어를 통해 공유한 쿠바 시민들 사이에 기대를 불러일으켰다. 쿠바 정부는 즉시 군사화하여 말레콘을 포함한 아바나 해안을 군사화했다.

### 7월 28일
시위 진압 이후 거리의 심한 군사화와 대규모 구금이 이어졌다. 인권 단체에 따르면, 2021년 7월 말까지 약 700명이 정부에 의해 구금되었다. 쿠바 정부 관리들에 따르면, "약탈, 경찰관 공격, 반달리즘 행위를 포함한 7월 11일 시위로 인한 모든 조사 및 구금은 합법적으로 수행되었다." 사복 경찰관들이 시위대 집단을 구금하고 학대하는 것을 목격한 독립 언론인 마이켈 곤잘레스는 뉴욕 타임스에 "당국의 의도는 처벌하고 해를 끼치는 것이었다"고 말했다.

### 8월 10일
쿠바 TV의 정보 프로그램 메사 레돈다에서 마누엘 마레로 총리는 "시엔푸에고스 주는 항원 검사 부족, 의약품 부족 등 다른 주와 동일한 객관적인 문제를 가지고 있다. 하지만 객관적인 문제보다 주관적인 불만이 더 많다. 의약품 부족, 이것저것을 합치면 불만과 학대, 방치, 미방문의 보고 수가 더 적다. 믿을 수 없다."라고 말했다. 마레로의 발언은 소셜 미디어에서 의료진들로부터 비판을 받았다. 비판자들은 또한 장비, 의약품, 위생 시설이 부족한 과밀한 보건소를 다루는 것에 대해 불평했다. 일부는 의사들처럼 총리 자신이 환자를 직접 치료하도록 초대했다. 쿠바의 전염병 대응에 대해 불평한 의사 중 한 명은 페이스북 프로필에 "파트리아 이 비다" 사진을 올려두었다.

### 8월 17일
쿠바 언론은 새로 승인된 법령 35호의 시행을 발표했다. 이 법령은 "허위 뉴스 유포", "모욕적인 메시지", "국가 명예 훼손" 등을 범죄로 규정하며, "사이버 보안 범죄"와 그 "위험 수준"을 분류하는 17개의 새로운 중범죄를 도입하는 보충 법률이다. 디아스카넬은 공식 트위터 계정을 통해 "우리의 법령 35호는 잘못된 정보와 사이버 거짓말 [sic]에 반대한다"고 썼다. 이 발표는 쿠바 시민들 사이에서 분노를 일으켰는데, 많은 이들이 이는 인터넷과 소셜 미디어에서의 표현의 자유를 더욱 크게 제한한다고 주장했다. 쿠바 분석가들은 이 조치를 1984의 전체주의에 비유했다.

### 11월 15일
이 시위에는 최근 시위를 주도했던 쿠바의 극작가 유니오르 가르시아의 도움이 있을 예정이었다. 그러나 가르시아는 투옥될 것을 두려워 스페인으로 도피한 것으로 밝혀졌다. 가르시아는 당국이 그가 나라 밖으로 나가기를 원했기 때문에 저지되지 않았다고 믿는다. 그의 도피에 대한 반응은 엇갈렸으며, 일부 평론가들은 그가 떠난 것에 배신감을 느낀다고 말했다.

## 체포 및 기소
쿠바 정부는 시위에 대해 단속으로 대응하여 수백 명을 체포하고 최소 710명의 쿠바인에게 소요죄, 반달리즘, 절도, 공공 질서 위반 등의 혐의를 적용했다. 국제앰네스티는 정부가 대규모 자의적 체포를 한 것을 비판하며, 시위자들이 대부분 평화적이었음을 지적하고 "당국의 기본 접근 방식은 일부 어린이를 포함하여 시위에 참여한 거의 모든 사람들을 범죄화하는 것이었다"고 썼다. 국제앰네스티는 구금된 쿠바인 6명을 양심수로 지명했다.
인권 단체들은 시위대에 대한 재판이 공정성 부족하다고 비난했다. 쿠바는 집회의 자유가 없으며, 허가되지 않은 공공 집회는 불법이다. 정부는 2022년 1월에야 재판이 열렸음을 처음으로 인정했으며, 검찰청은 172명이 이미 재판을 받고 유죄 판결을 받았다고 밝혔다. 인권 단체 Justicia 11J는 2022년 1월에 시위대에 대한 형량이 징역 4년에서 30년에 달했다고 말했다.
마이애미 헤럴드에 따르면, 미성년자를 포함한 다양한 젊은 시위자들이 쿠바 당국에 의해 체포되어 "공공 질서 위반" 혐의로 즉결 재판을 받았다. 쿠바 변호사 라리차 디베르센트는 마이애미 헤럴드에 쿠바의 즉결 재판은 1959년부터 "경미한 범죄에 대한 신속 절차"였다고 말했다. 그녀는 "전체 과정에 대한 문서화가 거의 없어 항소가 어렵다. 매우 자의적이다."라고 덧붙였다. 마이애미 헤럴드는 또한 시위를 연구하는 쿠바 시각 예술가의 말을 인용하여 "그들이 사람들에게 공공 질서 위반 혐의를 적용하는 것은 그들이 단지 평화적인 시위자였고 어떤 범죄도 저지르지 않았다는 것을 보여준다."라고 말했다.

### 실종자
스페인 비정부 기구 Prisoners Defenders의 보고서에 따르면, 쿠바 시위 중 178명 이상이 실종되었으며, "가족과의 연락도 없고 그들의 위치에 대한 어떤 문서도 존재하지 않는다."고 한다. 이 실종자들에는 반체제 인사 및 쿠바 애국 연합 사무총장 호세 다니엘 페레르, 반체제 랩 가수 루이스 마누엘 오테로, 그리고 반체제 및 인권 운동가 기예르모 파리냐스가 포함된다. 이 보고서는 스페인 신문 ABC를 위해 시위를 취재하던 언론인 카밀라 아코스타를 언급했지만, 그녀는 가택 연금을 당했으며 7월 25일에 그녀의 경험을 묘사한 보고서를 발표했다. 산 이시드로 운동은 페레르가 고보안 교도소로 이감되었으며, 오테로도 마찬가지라고 밝혔다. 유엔 강제적·비자발적 실종 실무그룹은 쿠바 유엔 상임대표에게 실종 사태와 관련하여 조치를 취할 것을 요청했다.

## 분석
2021년 7월 14일, 시위가 한창일 때 AP에 기고한 앤드리아 로드리게스는 많은 시위자들이 "긴 줄과 식량 및 의약품 부족, 그리고 반복되는 정전에 대해 분노를 표출했다. 일부는 코로나19 백신 접종 속도를 높일 것을 요구했다. 그러나 약 60년 동안 공산당이 통치해 온 나라에서 정치적 변화를 요구하는 목소리도 있었다"고 요약했다. 쿠바 당국은 미국 정부와 그들의 적대 세력들이 트위터와 같은 소셜 네트워크를 통해 시위를 조직하고 있다고 주장하며, 어려움의 대부분을 미국의 제재 탓으로 돌렸는데, 이 제재는 2020년에 최소 55억 달러의 손실을 입힌 것으로 추정된다. 이 추정치는 쿠바 정부의 국영 경제 개혁 실패를 비난하는 쿠바 비판자들에 의해 논란이 되고 있다. 중요한 수입원인 쿠바의 관광 산업은 쿠바의 코로나19 범유행으로 인해 큰 타격을 입었으며, 베네수엘라와 같은 동맹국으로부터의 대외원조는 베네수엘라 국내 전염병으로 인해 더욱 악화된 베네수엘라 위기의 결과로 감소했다. 쿠바 관리들은 국영 텔레비전에 출연하여 사건을 분석했고, 쿠바 지도자 미겔 디아스카넬은 시민들과 대화하기 위해 나섰다.
알자지라는 "물가 상승, 임금 하락, 미국의 금수조치, 그리고 섬의 오랜 공산주의 정부가 경제적 어려움을 해결하지 못하는 것에 대한 불만"을 언급했다. AP 통신, 영국방송공사, 파이낸셜 타임스, 가디언, 뉴욕 타임스, 그리고 로이터 또한 쿠바에 대한 미국의 금수조치와 도널드 트럼프의 강화된 제재가 쿠바에 미친 영향을 언급했으며, 영국방송공사는 이 제재가 쿠바에 큰 타격을 주었다고 설명했다. 뉴욕 타임스에 따르면, 금수조치는 "금융 및 수입에 대한 접근을 차단"했으며, 쿠바로의 송금은 "연간 약 20억에서 30억 달러로 추정되며, 서비스 산업과 관광 다음으로 세 번째로 큰 달러 수입원"이며, 로이터에 따르면 미국은 "쿠바 검토의 일환으로 송금 금지를 완화할 수 있다." 제재는 비효율성과 "소련식 일당제"(로이터는 이를 비판자들에게 돌림)와 함께 경제 위기를 악화시켰고, 코로나19 범유행, 그리고 관광 산업의 붕괴를 초래했으며, 파이낸셜 타임스의 표현에 따르면 "경제를 질식시켰다." 가디언에 따르면, 제재와 코로나19 범유행은 식량 부족과 높은 가격으로 이어졌으며, "기억에 남을 만한 가장 큰 시위 중 하나를 촉발"시켰고, 이는 소셜 미디어와 "더 높은 생활 수준을 갈망하는 젊은 세대"에 의해서도 야기되었다.
2021년 8월 4일 로이터 통신 보도에 따르면, 반정부 시위는 쿠바의 고군분투하는 경제에 타격을 줄 것으로 예상되지만, 경제 개혁을 가속화할 수 있다. 조 바이든 미국 대통령이 쿠바를 파탄국가로 낙인찍고 쿠바의 군대와 경찰에 제재를 가하면서, 전 대통령 버락 오바마 아래에서 시작된 데탕트 시대로의 복귀 희망은 사라졌다. 전문가들에 따르면, 시위는 "국가 주도 및 중앙 집중화된 경제에 대한 몇 가지 수정"과 "오랫동안 기다려온 기존 및 미래 중소기업에 대한 법적 지위를 부여하는 규정"과 같은 개혁 속도를 높일 수 있다. 쿠바 경제학자이자 전 아바나 대학교 교수였던 오마르 에베를레니는 다음과 같이 말했다. "7월 11일 시위의 부정적인 결과는 바이든 행정부가 최소한 트럼프 시대의 제재를 해제할 것이라는 희망이 사라졌다는 것이다. 긍정적인 점은 우리가 미국을 기다리지 않고 경제를 개선하기 위해 해야 할 일을 해야 한다는 신호이다." 외국 기업 경영자들은 쿠바를 안정적인 국가로 만들었던 반정부 시위가 쿠바와의 협력을 더욱 어렵게 만들 것이라는 우려를 표명했다. 쿠바의 "수입 의존 경제는 이미 약 60년간의 미국 무역 금수 조치 하에 있었으며, 전 미국 대통령 도널드 트럼프 행정부가 부과한 제재로 인해 더욱 압박을 받고 있다"고 마크 프랭크는 말했으며, "미국이 부과한 제재로 인해 국제 금융 시스템에서 거의 완전히 배제되었다"고 덧붙였다.
2021년 8월, 관찰자들은 이 시위가 주로 전 세계적인 코로나19 범유행으로 인해 발생했다고 보았으며, 이를 카리브해와 라틴아메리카의 다른 코로나19 범유행에 대한 시위와 비교했다. 가디언은 일부 시위자들이 "다양한 유형의 시스템에 반대하고 있었다. 자이르 보우소나루의 브라질 극우 행정부와 쿠바의 공산 독재 정권. 그러나 둘 다 라틴아메리카와 카리브해에서 공식적으로 거의 140만 명의 사망자를 낸 전염병의 피해에 대한 반응으로 이 지역을 휩쓸기 시작하는 새로운 코비드-19로 인한 사회적, 정치적 혼란의 물결이라고 많은 이들이 의심한다."라고 언급했다.

## 허위 정보
쿠바 정부는 미국을 포함한 서방 국가들이 시위의 책임이 있다고 주장했다. 이러한 허위 정보는 정부가 단속 기간 동안 시위자들을 악마화하고, 쿠바 대통령이 시위대에 대한 정부 지지자들의 무력 사용과 시위자들에 대한 과도한 징역형을 정당화하는 데 사용되었다.
일부 언론, 활동가 단체, 그리고 더 그레이존과 같은 친정부 음모론 웹사이트는 시위에 대한 폭력적인 대응 기간 동안 쿠바 정부의 음모론을 반복했다. 미국을 비난하고 쿠바 야당에 대한 지지와 시위 규모를 축소하는 쿠바 국영 언론의 서사를 증폭시키는 기사가 게재되었다. 이는 거짓으로 판명되었다. CNN과 같은 뉴스 기관은 시위의 범위를 확인하며, 이를 "혁명 이후 최대 규모"라고 불렀다. 따라서 시위가 쿠바에서 많은 지지를 받지 못했고 대부분 해외에서 일어났다는 주장을 반박하는 증거를 제공했다. 쿠바 정부는 이 사건을 보도하는 사진작가와 언론인을 억압했으며, 인터넷을 차단하여 시위와 시위대에 대한 폭력 사진과 비디오가 소셜 미디어에 공유되는 것을 불가능하게 만들었다. 쿠바 정부에 동조하는 언론이 반박하는 시위의 사진과 비디오를 제한했다.
폴리티팩트는 "쿠바 시위 관련 뉴스 가운데, 미국이 쿠바에 대한 제재로 다른 나라와의 무역도 제한한다는 내용의 페이스북 게시물이 널리 공유되고 있다"는 기사를 발표했다. 폴리티팩트는 진실 미터에서 이 게시물이 "거짓"이라고 판정했다. 판정에서 폴리티팩트는 "전문가와 증거는 쿠바가 다른 나라와 무역을 할 수 있었고 실제로 해왔다는 것을 보여준다. 미국의 금수 조치가 외국 기업들이 쿠바와 무역하는 것을 어렵게 만들 수 있지만, 그들이 무역을 할 수 없다는 증거는 없다"고 밝혔다.
USA 투데이 또한 이 게시물을 "거짓"으로 평가했다. USA 투데이는 요약에서 "미국의 쿠바 '봉쇄'가 섬나라가 다른 어떤 나라나 회사와도 무역할 수 없다는 주장은 우리의 연구에 따르면 거짓이다. 금수 조치는 대부분의 미국 기업이 쿠바와 거래하는 것을 막고 그 반대의 경우도 마찬가지다. 비록 금수 조치가 다른 나라와 기업들이 쿠바와 거래하는 것을 막는 요인이 되지만, 그들이 섬나라와의 경제 관계를 끊도록 강요하지는 않는다. 많은 나라들과 일부 미국 기업들도 쿠바에서 사업을 한다"고 덧붙였다.
엘 파이스, 파이낸셜 타임스, 폭스 뉴스, 라 나시온, 뉴욕 타임스, RTVE, 라 섹스타, 미국의 소리, 그리고 워싱턴 타임스와 같은 언론 매체들은 친정부 시위 사진을 반정부 시위 사진으로 잘못 설명하여 게재했다. CNN은 쿠바 시위에 대한 기사에 마이애미 시위 사진을 게재했지만, 가디언만이 2021년 7월 12일 기사를 수정했다. 막시모 고메스 기념비의 사람들의 이미지에 대한 원본 설명이 그들을 반정부 시위자로 잘못 묘사했기 때문인데, 실제로는 정부 지지 시위자였다. 익스프레스 트리뷴 보도에 따르면, 언론인 벤 노턴과 앨런 맥리오드가 이 오류를 처음으로 지적했으며, 맥리오드는 그들이 단순히 AP의 원본 사진 설명을 복사하여 붙여넣어 여러 뉴스 매체에서 오류를 반복했을 수 있다고 제안했다.
쿠바의 정치학자 해럴드 카르데나스는 "시위 뒤에는 분명히 많은 다른 이유가 있기 때문에 미국 캠페인이라고 말하는 것은 단순화일 것이다. ... 나는 지난번 시위에 참여한 공산주의자들도 구금된 것을 안다. 이는 미국이 [제재를 통해] 쿠바 국민을 의도적으로 질식시키는 행위로 소요에 책임이 없다는 것을 의미하는 것은 아니다."라고 말했다. 카르데나스는 소셜 네트워크가 "병렬 현실을 만들기 위해 사용되었으며", 특히 반정부 시위 기간 동안 국내에서 널리 공유된 잘못된 정보와 가짜 이미지를 언급했다. 또한 "[해외에서] 국내에 불확실성을 조성하려는 노력이 있었지만", 쿠바 정부가 "트위터에 과장된 중요성을 부여하는 것"을 비판했는데, 사람들이 진정으로 "지치고 경제적으로 고갈되었기 때문"이라고 말했다. 마시아스 토바르도 카르데나스의 견해에 동의하며 다음과 같이 말했다. "이것이 [해외에서] 조직된 캠페인이라는 것을 넘어, 동원되고 있는 사람들이 있고, 정부에 반대하는 시위를 벌이는 사람들이 있으며, 청원을 하는 사람들이 있다. 쿠바 정부가 해야 할 일은 시위의 권리를 존중하는 것이다."

## 반응

### 쿠바인과 쿠바계 미국인
쿠바 정부는 주로 소요의 원인을 미국과 금수 조치에 돌렸으며, BBC에 따르면 미국의 제재는 "1962년부터 쿠바와의 무역을 제한해 왔으며", 2019년 "전 미국 대통령 도널드 트럼프 하에서 강화되었다." 쿠바 관리들은 온라인 선전이 제재로 인한 부족과 결합되어 "불안정화 캠페인"에 해당한다고 진술했으며, 카를로스 페르난데스 데 코시오 쿠바 외무부 미국 담당 부장은 이제 인터넷이 "쿠바에 대한 전쟁의 일부로 사용되고 있다"고 말했다. 정부는 또한 자체적인 잘못을 인정했다.
2021년 7월 14일, 영국방송공사는 정부 뉴스 웹사이트 큐바데바테의 독자들이 "위기의 원인을 미국의 제재 탓으로 돌렸으며, 이는 섬의 심각한 경제 상황과 부족에 기여했다"고 보도했다. 한 독자는 "쿠바가 요청해야 할 유일한 도움은 [미국이] 봉쇄 [제재]를 철회하는 것"이라고 말했다. 다른 독자는 "나는 무질서와 무책임, 그리고 감독 부족은 봉쇄나 양키의 잘못이 아니다. 우리만의 잘못이다."라고 말했다. 일부 쿠바계 미국인들은 식량 부족이 시위를 설명하지 못하며, 시위는 주로 자유에 관한 것이라고 믿는다고 표현했다. NBC 뉴스 보도에 따르면, "보수주의자들과 공화당원들이 쿠바에 대해 강경한 입장을 취하는 것으로 알려져 있지만, 일부 진보주의자들은 더 큰 표현의 자유를 요구하는 활동가들에 대한 쿠바 정부의 강경한 입장을 비난해왔다." 2013년, 한 쿠바 반체제 인사는 비밀 국가 프로그램인 "진실 작전"을 폭로했는데, 이 프로그램은 가디언에 따르면 "정부를 온라인으로 비판하는 사람들을 공격하기 위해 학생들을 동원하는 것"이었다. 일부 반체제 언론인들은 소셜 네트워크에서 증오 메시지를 받았다고 보도되었다.

### 해외 시위
칠레에 거주하는 쿠바인들은 시위를 지지하기 위해 산티아고의 쿠바 영사관으로 행진했다. 마이애미에서는 미국에 쿠바 시위를 위한 지원을 제공할 것을 촉구하는 시위가 일어났다. 시위는 스페인 마드리드의 푸에르타 델 솔에서도 일어났다. 아르헨티나 부에노스아이레스에서는 쿠바 대사관 앞에서 시위가 열렸고, 시위자들은 파트리아 이 비다와 S.O.S. 쿠바 슬로건이 적힌 플래카드를 들고 있었다. 브라질 상파울루에서는 정치 정당과 사회 운동 단체들이 쿠바 총영사관 앞에서 쿠바 정부를 지지하고 "주권 수호"를 위한 시위를 벌였다. 벨기에 시민이 시작한 쿠바 침공을 촉구하는 Change.org 청원은 7월 21일까지 거의 50만 명의 서명을 받았다.

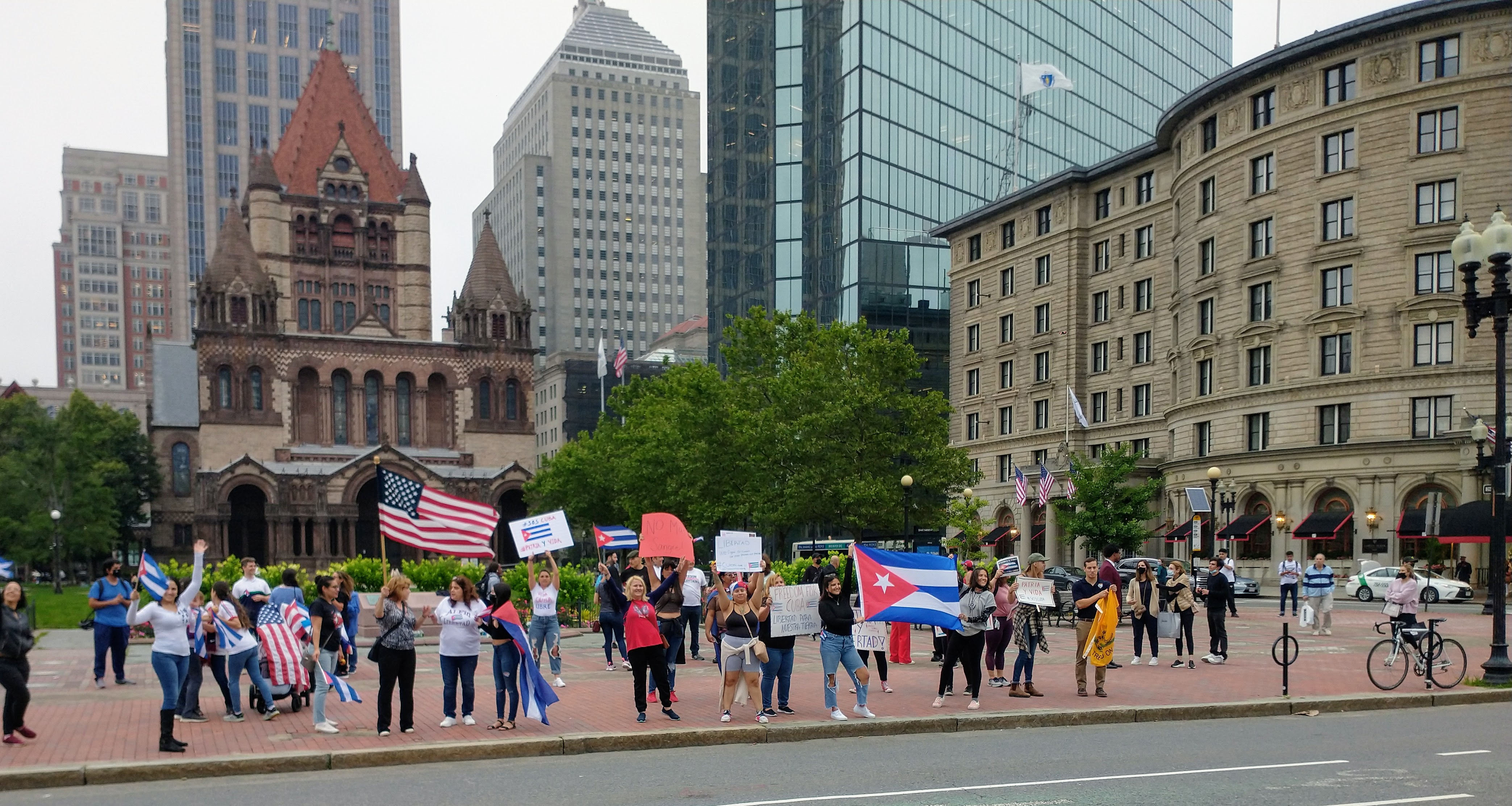
매사추세츠주 보스턴 코플리 광장에서 열린 쿠바 정부 반대 시위

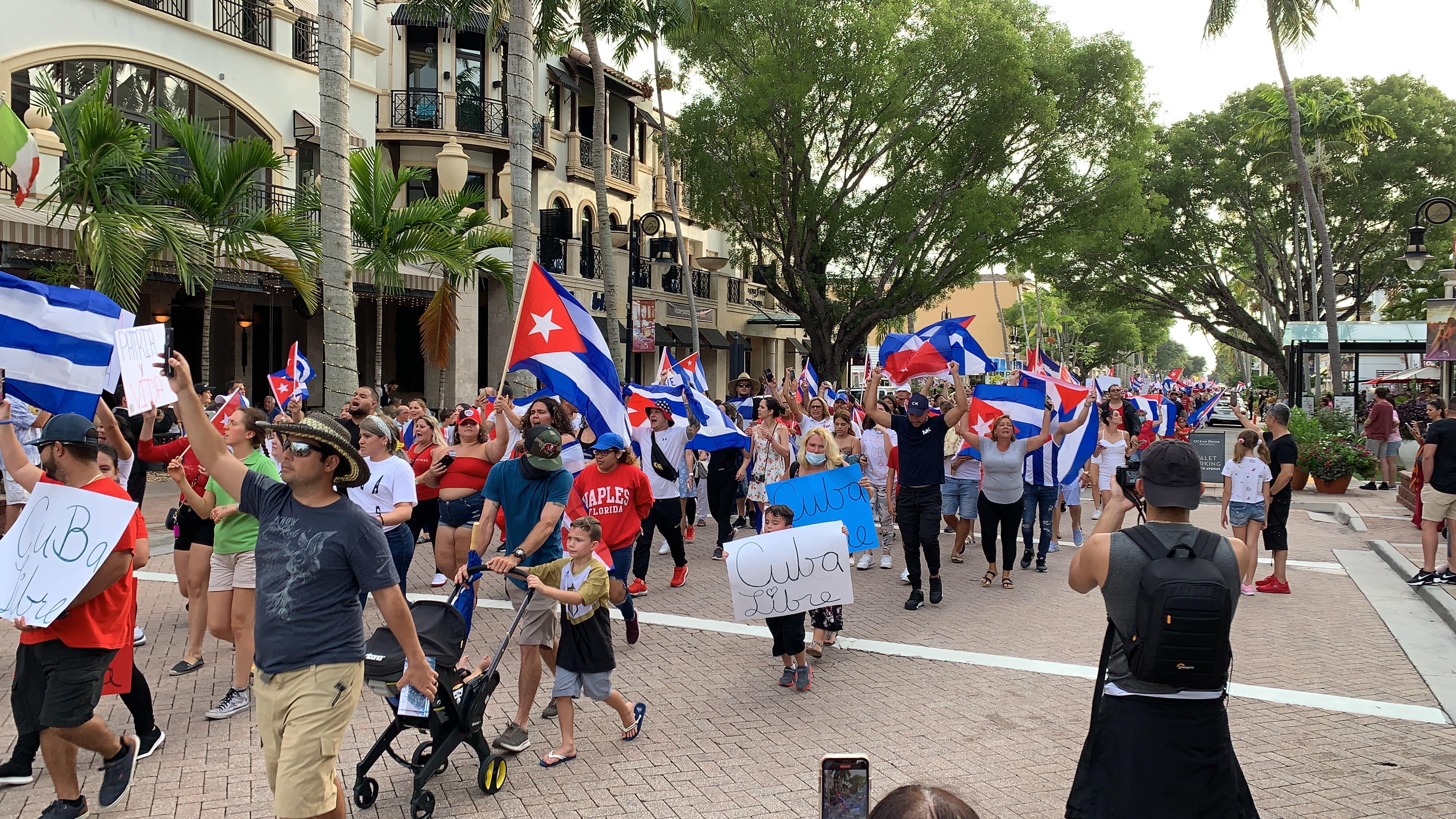
네이플스에서 열린 쿠바 정부 반대 시위

2021년 7월 13일, 뉴저지주 노스 버건과 웨스트 뉴욕 사이에서 오후 6시에 시위 행진이 열렸다. 행진은 노스 버건의 79번가에서 시작하여 웨스트 뉴욕의 60번가에서 끝나는 버겐라인 애비뉴를 따라 이어질 예정이었다. 뉴저지 북부 허드슨군에는 상당한 쿠바계 미국인 인구가 거주하고 있다. 그날 밤 네바다주 라스베이거스에서는 약 300~400명이 라스베이거스 스트립을 따라 시위 행진을 할 예정이었다.
2021년 7월 13일 저녁, 탬파에서 시위 지지 시위 중 3명이 체포되었다. 이 중 2명은 최근 통과된 플로리다 반폭동법인 공공 질서 법 위반으로 체포되었다. 3명 모두 폭력 없이 저항한 혐의로 기소되었으며, 2명은 법 집행관에 대한 폭행 혐의로 기소되었다. 플로리다 고속도로 순찰대원 한 명이 탬파 시위에서 경찰관을 체포하려다 부상당했다. 올랜도에서는 그날 밤 시위 중 한 명이 체포되었다. 약 500명의 군중이 세모란 대로와 커리 포드 로드 교차로 근처에 모였다. 군중은 결국 거리로 쏟아져 나와 남행 교통을 차단했고, 군중이 거리로 나간 후 올랜도 경찰국은 영어와 스페인어로 15분 동안 해산하라고 요청했다. 한 남성이 경찰의 요청에도 불구하고 거리에서 움직이지 않고 앉아 있다가 체포되었다.
쿠바 망명자 집단은 시위를 지지하기 위해 보급품을 싣고 쿠바로 항해할 의사를 밝혔다. 미국 해군은 쿠바인들에게 허가되지 않은 선박으로 플로리다 해협을 건너지 말 것을 요청하는 성명을 발표하며, 그 날 이전에 해협을 건너려다 사망한 20명의 쿠바인들의 죽음을 상기시켰다. "해안경비대는 지역, 주, 연방 파트너와 함께 [플로리다에서 쿠바로의 무허가 선박 출발을 포함한] 모든 활동을 모니터링하고 있다."
2021년 7월 14일, 필라델피아에서는 페이스북 그룹 Cubanos en Philadelphia가 조직한 시위 행진이 필라델피아 미술관에서 필라델피아 시청사까지 이어졌다. 2021년 7월 15일, 플로리다 주립 대학교 쿠바계 미국인 학생회 소속 소수 학생들이 플로리다 주 의사당에 모여 시위대와 연대했다. 2021년 7월 16일, 시위대들은 워싱턴 D.C. 쿠바 대사관 밖 도로에 쿠바 리브레("자유 쿠바")를 휘갈겨 썼다. 마이애미에서는 "수십 명"이 8번가를 따라 약 2마일 행진했다. 마이애미 외 플로리다에서는 그날 포트마이어스에서도 시위가 목격되었으며, 시위대들은 시내에 위치한 포트마이어스 음악 워크를 따라 걸었다.
2021년 7월 13~16일, 캐나다 핼리팩스 다운타운에서 쿠바 망명자들의 시위가 발생했다. 시위자들은 쿠바 시위자들을 지지하는 표지판을 들고 있었고, 일부는 섬나라에 대한 국제 군사 개입을 요구했다. 시위자들은 또한 "파트리아 이 비다"("조국과 생명") 노래를 불렀다. 한 시위자는 지역 언론에 "우리가 자유를 위해 싸우고 있다는 것을 세상에 알리라"고 말했다. 마이애미의 프리덤 타워 기지에서는 2021년 7월 17일에 시위가 열릴 예정이었다. 수천 명이 참석한 것으로 추정되며, 시위는 오후에 시작되어 저녁까지 이어졌고, 프리덤 타워가 쿠바 국기 색깔로 조명되면서 끝났다. 필라델피아에서 7월 14일 시위 행진을 조직했던 같은 페이스북 그룹은 2021년 7월 18일 필라델피아 미술관 밖에서 또 다른 시위를 조직하여 200명의 참가자를 모았다.

### 정부
- 앤티가 바부다 주미 대사 로널드 샌더스는 양국 관계를 정상화하지 않는 미국의 행동을 비판했다. 그는 사설에서 쿠바의 모든 종류의 자유 부족이 미국의 책임이라고 비난하며 쿠바에 대한 미국의 금수조치의 종식을 촉구했다.[187]
- 아르헨티나 대통령 알베르토 페르난데스는 쿠바에서 무슨 일이 일어나는지 정확히 알 수 없지만 봉쇄 종식을 지지한다고 말했다.[188]
- 바베이도스 외무장관 제롬 월콧은 금수 조치를 "쿠바인들에 대한 부당한 처벌"로 규정하며 쿠바를 국제 사회에서 고립시키고 있다고 비판하고 종식을 촉구했다.[189]
- 볼리비아 대통령 루이스 아르세는 "불안정화 행동에 맞서 싸우는" 쿠바 국민에 대한 지지를 표명했다.[190] 전 대통령 에보 모랄레스는 미국이 새로운 콘도르 작전을 시작하고 있다고 비난했다.[191]
- 브라질 대통령 자이르 보우소나루는 사람들이 자유를 요구했지만 대신 총격, 공격, 감옥을 받았기 때문에 쿠바에게는 슬픈 날이었다고 말했다. 그는 브라질에는 쿠바, 베네수엘라, 그리고 "그런 종류의 사람들"을 지지하는 사람들이 있다고 말했다.[192]
- 캐나다는 "표현과 집회의 자유에 대한 권리를 지지하며 모든 당사자들에게 이 기본적인 권리를 옹호할 것을 촉구한다"고 말했다. 캐나다 외교부는 모든 측이 "자제심을 발휘"하고 "평화롭고 포괄적인 대화에 참여해야 한다"고 말했다.[193]
- 칠레 외무부는 "더 큰 자유, 더 나은 보건 시스템, 더 나은 삶의 질을 평화롭게 요구하는 시위자들을 침묵시키기 위한" 진압을 비난하는 성명을 발표했다. 또한 "표현의 자유와 평화로운 집회는 보장되어야 한다"고 덧붙였다.[194]
- 중화인민공화국 외교부 대변인 자오리젠은 쿠바에 대한 미국의 금수 조치 해제를 촉구하며, 이 조치가 쿠바의 의약품 및 에너지 부족의 원인이라고 말했다.[195]
- 에콰도르 대통령 기예르모 라소는 쿠바 정부에 "이 상황을 종식시키기 위한 민주적 절차를 시작하라"고 촉구했다.[196]
- 멕시코 대통령 안드레스 마누엘 로페스 오브라도르는 다음과 같이 말했다. "나는 쿠바 국민과 연대하고 싶다. 나는 대화를 통해 무력 사용, 대결, 폭력 없이 해결책을 찾아야 한다고 믿는다. 그리고 쿠바는 자유롭고 독립적이며 주권적인 국가이므로 쿠바인들이 결정해야 한다. 개입주의는 없어야 하며, 쿠바 국민의 건강 상황이 정치적 목적으로 사용되어서는 안 된다."[197] 로페스 오브라도르는 멕시코의 식량 및 백신 지원을 제안하며, 쿠바를 돕는 가장 좋은 방법은 미국의 봉쇄를 종식시키는 것이라고 말했다.[198]
- 니카라과 대통령 다니엘 오르테가는 미겔 디아스카넬에게 지지를 표명하며 쿠바에 대한 "영구적인 봉쇄, 불안정화 및 침략"을 비난했다.[199][200]
- 조선민주주의인민공화국 외무성은 대변인을 통해 "쿠바에서 일어난 반정부 시위는 외부 세력의 막후 조작과 사회주의와 혁명을 말살하려는 반쿠바 봉쇄 책동의 결과"라고 밝히며 쿠바 정부에 대한 지지를 표명했다.[201]
- 페루 임시 대통령 프란시스코 사가스티는 시위자들의 "자유롭고 평화로운 표현"을 지지하며 쿠바 당국에 "민주적 정신으로 그들의 요구를 고려할 것"을 촉구했다.[202]
- 러시아 외무부는 대변인 마리야 자하로바를 통해 "주권 국가의 내정에 대한 외부 개입이나 섬의 상황을 불안정하게 만들 수 있는 파괴적인 행동은 용납할 수 없다"고 밝혔다.[203]
- 세인트빈센트 그레나딘 랠프 곤살베스 총리는 쿠바 정부에 대한 지지 성명을 발표했다.[204]
- 스페인 외무부는 쿠바인들의 "자유롭고 평화로운 시위 권리"를 인정하고 "상황을 완화할 수 있는 지원 형태"를 검토할 것이라는 성명을 발표했다.[205] 스페인에서 쿠바 시위는 정치적 논란을 불러일으켰는데, 스페인 우익 정치인들은 스페인 당국에 쿠바 정부에 대한 더 심각한 비난을 요구하고, 스페인 정부가 이를 독재로 규정하며, 스페인이 유럽 연합이 이에 대한 적극적인 반대 정책을 채택하도록 요구했다. 쿠바가 독재 정권인지 묻자 좌파 총리 페드로 산체스는 다음과 같이 답했다. "쿠바가 민주주의가 아니라는 것은 분명하다. 하지만 쿠바 사회가 그 길(번영)을 찾아야 하고 국제 사회가 그 길을 찾는 데 도움을 줘야 한다." 우익 정치인들의 이러한 행동은 산체스 주도의 좌파 정부에 대한 반대 전술로 시위를 이용하고 있다는 비난을 받았다. 2021년 콜롬비아 시위, 카타르의 인권과 사우디아라비아의 인권, 압둘팟타흐 시시의 이집트 탄압과 같은 다른 나라의 사건에 대해 정치 우익이 이와 유사한 강경한 비난을 하지 않은 것도 비판받았다.[206]
- 미국 대통령 조 바이든은 쿠바 정부에 시위대의 말을 들을 것을 촉구하며,[149] 쿠바 국민과 그들의 "자유와 구호에 대한 명확한 요구"를 지지한다고 말했다.[207][208] 미국 국무부 서반구 담당 차관보 대행 줄리 J. 청은 다음과 같이 말했다. "우리는 쿠바의 '전투 요청'에 대해 깊이 우려하고 있다. 우리는 쿠바 국민의 평화로운 집회 권리를 지지한다. 우리는 평온을 촉구하고 모든 폭력을 비난한다."[28] 7월 12일, 백악관 대변인 젠 사키는 기자들에게 다음과 같이 말했다. "현재 쿠바 정책 변화는 바이든 대통령의 최우선 과제가 아니다."[209] 7월 22일, 미국 재무부는 쿠바에 대한 새로운 제재를 발표하며, 최고 쿠바 군사 관리와 특수 경찰 부대인 블랙 와스프를 대상으로 인권 침해, 진압, 평화 시위대에 대한 폭력을 비난했다.[34] 7월 30일, 쿠바 국가 혁명 경찰과 그 책임자들에게 추가 제재가 가해졌다.[210]
- 우루과이 대통령 루이스 알베르토 라카예 포우는 야당 시위자들에게 "칭찬할 만한 용기"를 가졌다고 말하며 지지를 표명했다.[211]
- 베네수엘라 대통령 니콜라스 마두로는 미겔 디아스카넬과의 통화에서 "쿠바 혁명 정부에 대한 모든 지지"를 표명했다.[212]
- 베트남은 미국에게 "양국 국민의 이익을 위해 쿠바와의 관계를 정상화하고, 지역 및 세계의 평화, 안정, 발전에 기여할 구체적인 조치를 취하라"고 촉구했다.[213]

### 초국가적 기구
- 유럽 연합 외교 관계 책임자 주제프 보렐은 "쿠바 국민은 자신의 의견을 표현할 권리가 있다"고 말하며, "평화로운 시위를 허용하고 시위대의 불만을 경청하도록 그곳 정부에 개인적으로 촉구할 것"이라고 덧붙였다.[214]
- 틀:나라자료 아메리카 국가 기구 사무총장 루이스 알마그로는 "시위할 권리를 행사하는 사람들을 진압하고 맞서는 데 민간인들을 소집하는 쿠바 독재 정권을 비난한다"고 말했다.[215]
- 유엔 인권고등판무관 미첼 바첼레트는 시위에서 "평화로운 집회, 의견, 표현의 자유를 행사한" 이유로 구금된 사람들의 즉각적인 석방을 촉구했다.[216]

### 인권 단체
- 국제앰네스티 미주 지부 국장 에리카 게바라 로사스는 "국제앰네스티는 인터넷 차단, 자의적 구금, 과도한 무력 사용(경찰이 시위대에 발포하는 것을 포함), 그리고 강제 실종된 사람들의 '긴 명단'이 있다는 보고에 경악했다"고 말했다.[97][217] 국제앰네스티는 미겔 디아스카넬 정부에 평화로운 집회권을 존중할 것을 촉구했다.[63]

### 기타
- 프랜시스 수아레스 마이애미 시장은 쿠바계 미국인으로, 미국 주도의 쿠바 국제 개입이 필요하다고 말하며, "우리는 연방 정부에 모든 가능한 일을 하고 이 순간을 낭비하지 말 것을 요청한다"고 말했다.[28] 테네시주 상원의원 마샤 블랙번은 시위와 "쿠바의 사회주의 폐해"를 종식시키려는 시위자들을 지지한다고 말하며 조 바이든 미국 대통령에게 시위자들을 지지할 것을 요청했다.[218] 그녀는 또한 Black Lives Matter와 미국 민주사회주의자들이 공산 정권을 지지한다고 비난했다.
- 공화당 소속 플로리다주 상원의원 마코 루비오는 바이든 대통령에게 쿠바군이 시위대를 지지하도록 촉구할 것을 요구했고, 민주당 소속 뉴저지주 상원의원 밥 메넨데스는 미국이 "오늘날 조국에서 변화와 파트리아 이 비다의 미래를 위해 목숨을 걸고 있는 용감한 쿠바 국민과 연대해야 한다"고 말했다.[28] 코네티컷주 민주당 상원의원 크리스 머피는 쿠바에 대한 금수 조치가 효과가 없었고 쿠바 정부에 힘을 실어주었다고 주장했다.[219]
- 베네수엘라 야당 지도자 후안 과이도는 "변화에 대한 열망, 자유, 그리고 기본적인 권리에 대한 요구는 억누를 수 없는 힘이다. 베네수엘라는 쿠바의 모든 민주화 운동에 대한 지지를 다시 한번 표명한다"고 선언했다.[220]
- 마우리시오 마크리 전 아르헨티나 대통령은 페르난데스 대통령과 거리를 두며 시위대에 대한 전적인 지지를 표명했다. 그는 "독재 종식과 생활 조건 개선을 요구하며 거리로 나온 쿠바 국민을 지지한다. 자유의 가치를 공유하는 대륙과 전 세계의 모든 사람들이 그들과 함께한다는 것을 알게 해달라."라고 말했다. 부에노스아이레스 시장 오라시오 로드리게스 라레타와 부에노스아이레스주 전 주지사 마리아 에우헤니아 비달도 유사한 메시지를 전달했다. 마크리는 또한 다른 전 대통령들과 함께 스페인과 아메리카 민주주의 이니셔티브 서한에 서명했다.[221]
- 루이스 이나시우 룰라 다 시우바 전 브라질 대통령은 브라질에서 내년 대통령 후보 행사 중 쿠바가 미국으로부터 봉쇄되지 않았다면 "네덜란드가 될 수도 있었을 것"이라며, 봉쇄는 "전쟁 없이 인간을 죽이는" 형태라고 말했다.[222]
- 극우 세르비아 급진당은 미국이 "쿠바에서 쿠데타를 유발하고 미겔 디아스카넬 대통령을 강제로 전복시키려" 한다고 비난하며, 세르비아가 쿠바에 인도주의적 지원을 보내는 데 포함되어야 한다고 덧붙였다. "쿠바는 소위 코소보의 자칭 독립을 인정하지 않은 우방국이기 때문"이라고 언급했다.[223]
- 뉴욕주 하원의원 알렉산드리아 오카시오코르테스는 시위 지지를 표명하며 미겔 디아스카넬 대통령 정부의 "반민주적 행동"을 비난했다. 그녀는 "언론, 언론, 시위의 억압은 모두 시민권에 대한 중대한 침해"라고 말했다. 그녀는 또한 바이든 행정부에 금수 조치를 해제할 것을 요구하며 "금수 조치는 터무니없이 잔인하며, 라틴 아메리카를 겨냥한 너무 많은 다른 미국 정책들과 마찬가지로, 잔인함이 핵심이다. 나는 바이든 행정부의 금수 조치 방어를 전적으로 거부한다"고 말했다.[224] 버니 샌더스 상원의원은 이전에 비슷한 생각을 표현했다.[225]
- 쿠바 시위대에 대한 경찰의 강경 진압 기간 동안 Black Lives Matter Global Network Foundation은 미국의 활동가이자 탈옥수 아사타 샤쿠르를 망명시킨 쿠바를 칭찬했으며, 공산주의 운동과 정부를 지원한 쿠바를 칭찬했다.[226][227]
- 세인트피터즈버그 시의회는 2021년 7월 22일 쿠바 시위 지지 결의안을 만장일치로 통과시켰다.[228]
- 2021년 7월 23일, 400명 이상의 저명한 활동가, 지식인, 과학자, 예술가들이 뉴욕 타임스에 조 바이든 대통령에게 "트럼프의 쿠바에 대한 243개 제재와 전체 금수 조치를 즉시 해제"할 것을 요구하는 공개 서한을 발표하기 위해 함께 모였다.[229] 앞서 7월 19일과 7월 22일, 아이리시 타임스와 학자 크리스토퍼 로즈는[37] 금수 조치가 끝나야 한다는 의견을 표명했다.[230]

## 11월 시위
7월 시위 이후 반체제 인사들은 11월 15일 시위를 촉구했지만, 쿠바 정부는 이를 금지했다. 계획된 시위는 당국과 정부 지지자들의 압력으로 대체로 흐지부지되었으며, 마이애미의 쿠바계 미국인들은 섬의 반체제 인사들을 지지하기 위해 집회를 열고 기도를 이끌었다. 예정된 날 아침, 정부 지지자들은 반체제 지도자들의 집 밖에 모여 시위를 만류하고 친정부 구호를 외쳤다. 한 사례에서 극작가이자 반체제 지도자인 유니오르 가르시아는 아바나 중심가를 홀로 행진할 예정이었으나, 정부 지지자들이 오후 일찍 가르시아의 아파트 단지를 포위하고, 그의 집에 쿠바 국기를 걸고 창문 시야를 가렸으며, 피델 카스트로를 지지하는 구호를 외쳤다. 가르시아의 거리 접근은 버스에 의해 차단되었다.

## 같이 보기
- 2020년 쿠바 시위
- 검은 봄 (쿠바)
- 미국-쿠바 관계
- 쿠바의 인권
- 라틴아메리카–미국 관계
- 21세기 시위 목록

## 내용주
1. ↑  이것은 또한 시민 자유에 대한 통제[2]와 약속된 개혁의 부족을 포함한다.[3]
2. ↑  많은 관찰자들은 경제 위기가 비효율성, 전염병,[4] 트럼프 행정부의 더 강화된 제재로 악화되었다고 본다.[5] 쿠바 정부는 주로 쿠바에 대한 미국의 금수조치를 비난했는데, 이는 시위의 여러 원인으로 관찰되거나[4] 그 영향이 논의되었으며,[5] 외국의 폭동 개입을 비난했다.[6] 이후 일부 잘못을 인정했다.[7][8]
3. ↑  권위주의란 쿠바의 정치와 일당제를 의미한다. 시민 자유 부족의 예시로는 집회의 자유, 표현의 자유 및 정치적 자유가 있다. 쿠바는 세계 자유 지수의 시민 자유 지수에서 작은 개선을 경험했으며, 이는 비교적 공개적인 행사였던 2019년 쿠바 헌법 개정 국민투표로 이어졌다. 그러나 정부가 전염병을 억제하기 위해 매우 엄격한 조치를 취했지만 경제적 대가를 치르게 되었으므로[3] 전염병은 진전을 막았고, 시민 자유에 대한 통제와 단속으로 이어져[2] 쿠바인들 사이에 불만을 일으켰다.[11][12] 카르멘 세신에 따르면, 많은 쿠바계 미국인들은 이것을 코로나19 범유행과 식량 부족에 대한 시위의 주요 원인으로 간주한다.[10]
4. ↑  둘 다 일부 쿠바 망명자와 반체제 인사들이 요구했다.[15][16]
5. ↑  트럼프 행정부는 버락 오바마의 쿠바 해빙을 대부분 뒤집고, 쿠바를 다시 미국 테러 지원국 목록에 올렸다. 학자 크리스토퍼 로즈의 말에 따르면, "쿠바와 미국 간의 여행을 차단하고, 미국인들이 쿠바에 있는 친척들에게 송금을 보내는 것을 금지하여, 많은 쿠바인들에게 주요 경제적 생명줄을 끊었다." 로즈는 쿠바 정부와 유엔이 "봉쇄로 인해 60년 동안 쿠바 경제가 1,300억 달러의 손실을 입었다고 추정했다. 또한 미국 상공회의소는 봉쇄로 인해 미국 경제도 매년 수십억 달러의 손실을 입는다고 추정한다. 인명 피해는 수량화하기 어렵지만, 분명히 상당했다."라고 썼다.[37]
6. ↑  가디언에 따르면, 쿠바는 2018년에 모바일 데이터를 도입하여 4백만 명 이상의 스마트폰 사용자들이 인터넷에 접속할 수 있도록 했다.[52] 워싱턴 포스트의 2019년 7월 기사에서 앤서니 파이올라는 "쿠바인들은 소셜 미디어를 사용하여 불만을 토로하고 있으며, 정부는 때때로 이에 대응하고 있다"고 언급했다. 당시 그들은 정치적 변화를 요구하는 것이 아니라 정부가 더 반응적이기를 원했다.[53]
7. ↑  헨켄은 서구 민주주의와 대비하여 "인터넷의 잠재력은 소수의 거대 기술 기업들이 개인 데이터를 채굴하여 사적 이익을 얻고 가짜 뉴스와 정치적 양극화를 위한 무책임한 플랫폼 역할을 하는 사업 모델에 기반을 두면서 대부분의 서구 민주주의에서는 시대에 뒤떨어진 것이 되었다"고 말했다.[69]
8. ↑  봉쇄를 통한 제한과 제재는 쿠바에 경제적 압력을 가하고, 집권당이 스스로 개혁하거나 권력에서 물러나도록 강요할 수 있는 불만을 국내에 조성하기 위한 것이다. 오바마의 쿠바 신정책을 지지했던 바이든이 트럼프의 강화 조치를 되돌리고 쿠바와 재engagement할 것이라는 기대가 있었다. 그러나 시위는 이러한 상황을 변화시켰는데, 많은 쿠바계 미국인 활동가와 공화당원들이 바이든에게 쿠바에 대한 압력을 유지하거나 더욱 강화할 것을 촉구하는 반면, 민주당은 봉쇄를 유지할지, 완화할지, 해제할지에 대해 의견이 갈린다.[37]